# Hội Khuyến học Việt Nam
Hội Khuyến học Việt Nam (tiếng Anh: Vietnam Association for Promoting Education, viết tắt là VAPE) là tổ chức xã hội với mục đích "nâng cao dân trí, đào tạo nguồn nhân lực, bồi dưỡng nguồn nhân tài cho sự nghiệp công nghiệp hoá, hiện đại hoá đất nước, hội nhập khu vực và quốc tế".

## Lãnh đạo Hội khoá VI
Đại hội Đại biểu toàn quốc Hội Khuyến học Việt Nam lần thứ VI, nhiệm kỳ 2021 - 2026 được tổ chức ngày 01 tháng 12 năm 2021, đã bầu ra những chức danh lãnh đạo như sau:
- Chủ tịch Trung ương Hội: GS.TS Nguyễn Thị Doan - Nguyên Ủy viên Trung ương Đảng,  Nguyên Phó Chủ tịch nước Cộng hòa xã hội chủ nghĩa Việt Nam
- Lê Mạnh Hùng - Phó Chủ tịch kiêm Tổng Thư ký
- Phạm Thị Hoè - Phó Chủ tịch
- TS Nguyễn Hữu Độ - Phó Chủ tịch Trung ương Hội, Nguyên Thứ trưởng Bộ GD&ĐT
- Lê Nữ Thuỳ Dương - Phó chủ tịch
- PGS.TS Trương Thị Hiền - Phó Chủ tịch
- TS. Nguyễn Hồng Sơn - Phó Chủ tịch

## Lịch sử
Ngày 2/10/1996, Hội Khuyến học Việt Nam ra đời với chức năng vận động toàn dân học tập. Sứ mệnh của Hội là "Khuyến học, khuyến tài, xây dựng cả nước thành một xã hội học tập". Quyết định thành lập số 122/TTg ngày 29/2/1996 của Chính phủ.
Ngày 3/2/1997, tại văn bản số 03/TB/MTTQ, Hội trở thành thành viên chính thức của Mặt trận Tổ quốc Việt Nam.

## Điều lệ

### Tôn chỉ, mục đích
Điều lệ Hội Khuyến học Việt Nam gồm 8 chương và 12 điều , trong đó xác định rõ: Hội Khuyến học Việt Nam là tổ chức xã hội, tập hợp các lực lượng xã hội và công dân Việt Nam sinh sống ở trong nước và nước ngoài tâm huyết với sự nghiệp giáo dục, khuyến học, khuyến tài, góp phần xây dựng cả nước trở thành một xã hội học tập nhằm nâng cao dân trí, đào tạo nhân lực, bồi dưỡng nhân tài, phục vụ cho sự nghiệp công nghiệp hoá, hiện đại hoá đất nước, xây dựng và bảo vệ Tổ quốc, hội nhập khu vực và quốc tế.

## Nhận thức[3]

### Thế nào là một xã hội học tập?
Xã hội học tập là một xã hội, trong đó, mọi người dân có nhu cầu học tập đều được đáp ứng và đều có nghĩa vụ học tập. Xã hội tạo cơ hội và điều kiện để công dân nào cũng được học tập. Trong xã hội học tập, ai cũng được học hành, học thường xuyên, học suốt đời, trong đó ý thức tự học, học một cách tự giác là yếu tố quyết định nhất. 
Những thiết chế giáo dục trong nền giáo dục quốc dân được xây dựng thành 2 hệ thống: Hệ thống giáo dục ban đầu  gồm các trường lớp chính quy của các cấp học, bậc học từ giáo dục mầm non đến giáo dục đại học dành cho thế hệ trẻ và hệ thống giáo dục tiếp tục gồm những cơ sở giáo dục chính quy và phi chính quy dành cho người lớn – những người lớn đã hoặc chưa qua giai đoạn học tập trong hệ thống giáo dục ban đầu.

### Thế nào là một dòng họ học tập?
Dòng họ ở đây được hiểu là một chi hay một nhánh của một dòng họ - một cộng đồng huyết thống. Cũng có trường hợp, một số gia đình mang cùng một họ, nhưng khác chi họ, khác nhánh họ, sống trên cùng một địa bàn xã/phường/thị trấn, tập  hợp nhau lại và đăng kí là một “dòng họ” để tham gia thi đua đạt danh hiệu “Dòng họ học tập”. Trong trường hợp này, Hội Khuyến học địa phương vẫn chấp nhận đây là một cộng đồng được tổ chức như một chi hoặc một nhánh của dòng họ. 
Điều kiện để công nhận một “dòng họ học tập” là:
- Phải có 50% gia đình trong dòng họ được công nhận là gia đình học tập.
- Dòng họ phải có Quỹ khuyến học, khuyến tài để động viên, khuyến khích mọi người trong dòng họ học tập thường xuyên.
- Dòng họ phải giúp các gia đình nghèo thuộc dòng họ có điều kiện tham gia học tập, không để con em trong dòng họ lưu ban, bỏ học hoặc học kém.
- Kinh tế của dòng họ phát triển bền vững, tỷ lệ các hộ nghèo ngày càng giảm.

## Chủ tịch Trung ương Hội qua các thời kỳ
| Năm                              | Chủ tịch               | Nhiệm kỳ            | Nhiệm kỳ            | Thời gian tại nhiệm | Ghi chú |
| Năm                              | Chủ tịch               | Bắt đầu             | Kết thúc            | Thời gian tại nhiệm | Ghi chú |
| -------------------------------- | ---------------------- | ------------------- | ------------------- | ------------------- | ------- |
| Nhiệm kỳ Đại hội I (1996-2001)   | Nguyễn Lân (1906-2003) | 2 tháng 10 năm 1996 | 16 tháng 6 năm 2001 | 4 năm, 257 ngày     |         |
| Nhiệm kỳ Đại hội II (2001-2006)  | Vũ Oanh (1924-2022)    | 16 tháng 6 năm 2001 | 6 tháng 12 năm 2006 | 5 năm, 173 ngày     | [ a ]   |
| Nhiệm kỳ Đại hội III (2006-2011) | Nguyễn Mạnh Cầm (1929) | 6 tháng 12 năm 2006 | 22 tháng 9 năm 2016 | 9 năm, 291 ngày     | [ b ]   |
| Nhiệm kỳ Đại hội IV (2011-2016)  | Nguyễn Mạnh Cầm (1929) | 6 tháng 12 năm 2006 | 22 tháng 9 năm 2016 | 9 năm, 291 ngày     | [ b ]   |
| Nhiệm kỳ Đại hội V (2016-2021)   | Nguyễn Thị Doan (1951) | 22 tháng 9 năm 2016 | Đương nhiệm         | 8 năm, 178 ngày     | [ c ]   |
| Nhiệm kỳ Đại hội VI (2021-2026)  | Nguyễn Thị Doan (1951) | 22 tháng 9 năm 2016 | Đương nhiệm         | 8 năm, 178 ngày     | [ c ]   |

Ghi chú:
1. ↑  Ủy viên Bộ Chính trị khóa VII (27/6/1991-1/7/1996)
2. ↑  Phó Thủ tướng Chính phủ (29/9/1997-12/8/2002)
3. ↑  Nguyên Phó Chủ tịch nước CHXHCN Việt Nam (25/7/2007-7/4/2016)